# Hello! Project
„Hello! Project“ (ハロー！プロジェクト Harō! Purojekuto) е японски музикален проект, чадърно название (общо име) за колектив от певици-идолки, представлявани от агенцията за таланти Up-Front Promotion. Музика и текстове за техните песни пише продуцентът, композитор, текстописец и певец Цунку. Проектът включва момичешките групи „Морнинг Мусуме“, „Кют“, „Бериз Кобо“, „Анжерм“ и т.н.

## Cписък на изпълнителите (от 2015 г.)
- Морнинг Мусуме
- Кют
- Анжерм (ANGERME, Анджуруму)
- Айка Мицуи
- Джуйс=Джуйс
- Кънтри Гърлс
- Кобуши Фактори
- Хелоу Про Кеншусей[8]
- Цубаки Фактори